# Jason Holliday
Jason Holliday (nascido Aaron Payne; 8 de junho de 1924 – 15 de junho de 1998) foi um prostituto e artista de boate americano. Ele é a estrela do documentário de 1967 de Shirley Clarke, Portrait of Jason.

## Biografia
Os fatos que cercam a vida de Aaron Payne não foram resolvidos. Nas próprias palavras de Holliday:
Comecei a carreira aos cinco anos como ajudante de prostitutas, cafetões, contrabandistas, professores, médicos, advogados, etc. - e qualquer outra pessoa de quem eu pudesse ganhar algum dinheiro. Velhos solitários e solteironas gostosas.
Payne disse: "Jason Holliday foi criado em São Francisco, e São Francisco é um lugar a ser criado."
Ele nasceu em Montgomery, Alabama, ou Trenton, Nova Jérsei. Seus pais, Fannie e Eugene, eram donos do restaurante Payne's em Trenton, mas eram do sul. Payne frequentou o Rider Business College por um ano antes de passar para o Actors Workshop em Hollywood, onde estudou com Charles Laughton. Ele então estudou na American Academy of Dramatic Arts em Nova Iorque, junto com Carl Lee, o homem que apresentou Payne a Shirley Clarke.
Os detalhes ficam ainda menos claros depois de Portrait of Jason. Em 1967, Holliday gravou um LP de uma comédia que foi lançado em 2007 como uma versão editada.
O obituário de Aaron Payne apareceu no The Trentonian em 31 de julho de 1998. Ele morreu em Flushing, Queens e deixou duas irmãs, seis sobrinhas e dois sobrinhos, e foi cremado no Oxford Hills Crematory em Chester, Nova Iorque.

## Portrait of Jason
Um mês antes das filmagens, Holliday conheceu Andy Warhol em um bar através de Paul Morrissey. Warhol tentou fazer um filme estrelado por Holliday e Edie Sedgwick, mas nunca se concretizou. Shirley Clarke fez Portrait of Jason.

Em entrevista com Jonas Mekas para sua coluna The Village Voice em 1967, Holliday disse:
Eu sei que sou um grande ator e tive a chance de provar isso. . . Eu me perguntei se as pessoas pensariam que eu era homossexual, bissexual ou heterossexual. Eu me perguntei se eu era bom o suficiente para convencê-los de que era os três... Eu estava ciente, em termos de filme, do que estava fazendo. Nunca fui muito além da minha imagem. Mas qual é a minha imagem? Além de um gato balançando bem vestido e querido? Eu também desempenho muitos papéis na vida. Eu também estava descolado o suficiente para fazer isso na tela – gostou?
Richard Brody escreveu sobre o desempenho de Holliday:
"Jason Holliday", o personagem do filme, é a atuação do performer frustrado que atua em todos os lugares menos onde quer (no palco), a máscara para um homem que vive com máscaras, cuja própria persona é a da máscara e cujas histórias mais contundentes e auto-reveladoras dizem respeito às suas artimanhas, às suas evasões, aos seus enganos...
O crítico de cinema Vito Russo escreveu: “duas horas com Jason Holliday é como um mês em outro país”.